# بازنسی (اسن)
بازنسی (به فرانسوی: Buzancy) یک کمون در فرانسه است که در ان (ا-دو-فرانس) واقع شده‌است. بازنسی ۴٫۷۵ کیلومتر مربع مساحت دارد ۱۲۴ متر بالاتر از سطح دریا واقع شده‌است.